# Proyecto dearMoon

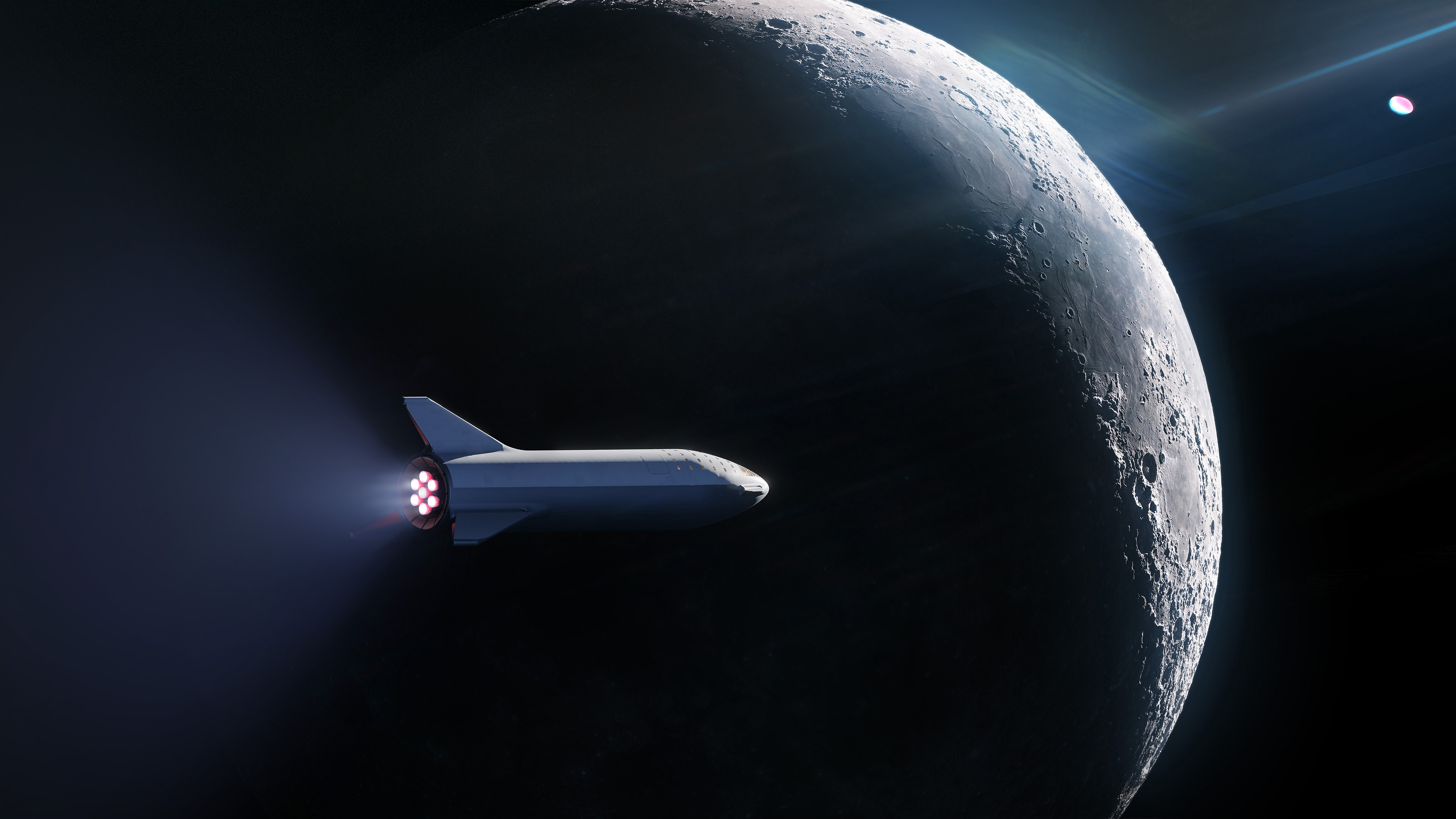
Representación artística de la Starship encendiendo sus motores durante su sobrevuelo lunar

El proyecto #dearMoon era una misión de turismo lunar y un proyecto de arte concebido y financiado por el multimillonario japonés Yusaku Maezawa. Su componente clave era un vuelo espacial privado que involucraba a Maezawa, varios artistas y "uno o dos" miembros de la tripulación a bordo de la nave espacial Starship de SpaceX volando en una trayectoria circunlunar alrededor de la Luna. El proyecto se dio a conocer en septiembre de 2018 y se esperaba que el vuelo se produjera en 2023. Debido a retrasos en el desarrollo de Starship, se retrasó y luego se canceló por completo en junio de 2024.
El objetivo del proyecto era que seis a ocho artistas destacados viajaran con él de forma gratuita alrededor de la Luna en una gira de seis días. Maezawa esperaba que la experiencia del turismo espacial inspirara a los artistas acompañantes en la creación de arte nuevo. El arte se exhibiria algún tiempo después de regresar a la Tierra para ayudar a promover la paz en todo el mundo.[cita requerida]
Maezawa había contratado previamente en 2017 con SpaceX para un sobrevuelo lunar en una nave Dragon 2 mucho más pequeña lanzada por un vehículo de lanzamiento Falcon Heavy que solo habría transportado a dos pasajeros. Pero según un anuncio de SpaceX a principios de 2018, el plan Falcon Heavy se archivó a la luz del desarrollo del BFR, que más tarde pasó a llamarse Starship.[cita requerida]